# Rapti (zone)
Pour les articles homonymes, voir Rapti.
La zone de Rapti (en népalais : राप्ती अञ्चल ; IAST : rāptī añcala) est l'une des quatorze anciennes zones du Népal qui ont été supprimées lors de la réorganisation administrative de 2015. Elle était rattachée à la région de développement Moyen-Ouest.

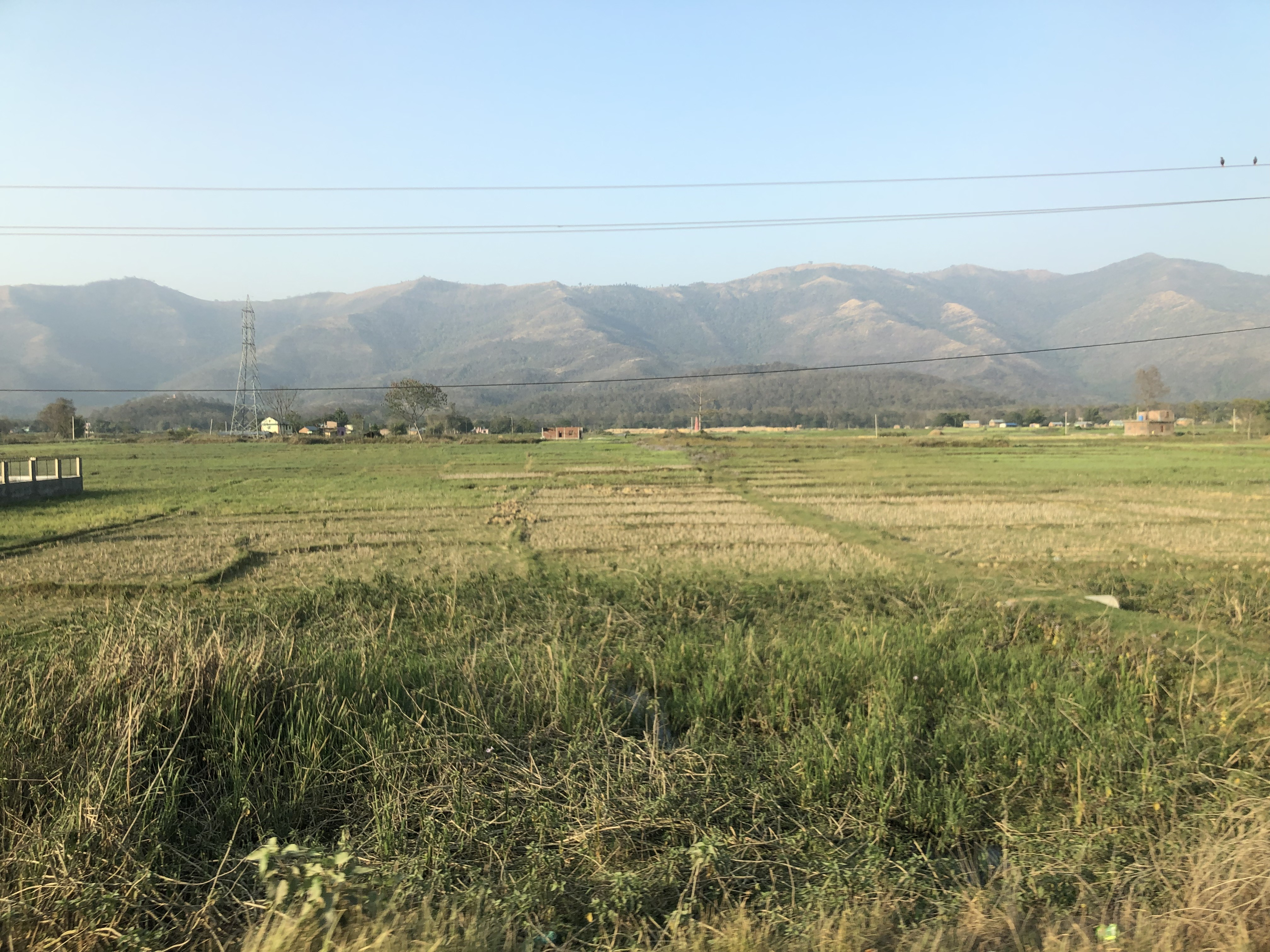
Rapti en février 2019

Elle était subdivisée en cinq districts :
- Dang ;
- Pyuthan ;
- Rolpa ;
- Rukum ;
- Salyan.